# طويلة الكبرى (غيزانية)
طويلة الكبرى (بالفارسية: طویله بزرگ) هي قرية تقع في إيران في قسم غيزانية الريفي. يقدر عدد سكانها بـ 23 نسمة بحسب إحصاء 2016.